# Accademia degli Umoristi
 (novembre 2023).
L’Accademia degli Umoristi ou « Accademia dei Begli Humori », l’« Académie des Humoristes » en français, est une société savante de type académique qui rassemble des savants et des experts dans les domaines de la langue et de la littérature italiennes.

## Histoire
L’Accademia degli Umoristi a été fondée en 1603 par Paolo Mancini, qui se servit de Gaspare Salviani pour rassembler les gens de lettres qu’il y avait à Rome, et en former cette société, comme dit Gian Vittorio Rossi dans l’éloge de Salviani, Part. I. p. 32.
La devise de l’Accademia degli Umoristi est une nuée, qui, s’étant élevée des eaux salées de la mer, retombe en pluie douce avec cet hémistiche de Lucrèce, lib. VI, v. 210, « Redit agmine dulci ». Jérôme Alexandre, humoriste, a fait trois discours sur cette devise.
Les obsèques de Nicolas-Claude Fabri de Peiresc furent célébrées dans l’Accademia degli Umoristi, dont il était, en plus de quarante sortes de langues.

## Membres de l'Académie (par ordre alphabétique)
- Alexandre VII (Tirreno)
- Alessandro Albani
- Jérôme Aléandre (Aggirato)
- Tommaso Aversa
- Francesco Balducci
- Sigismondo Boldoni
- Marco Antonio Bonciari
- Baldassare Bonifacio
- Girolamo Bossi (Sopito)
- Jean-Jacques Bouchard
- Francesco Bracciolini
- Antonio Bruni
- Francesco Buoninsegni
- Ridolfo Campéggi
- Carlo Sigismondo Capece
- Jacopo Cicognini (Confidente)
- Clément VIII
- Clément XI
- Cassiano dal Pozzo
- Scipion de Gramont
- Francesco Della Valle
- Pietro Della Valle (Fantastico)
- Nicolas-Claude Fabri de Peiresc
- Agazio di Somma
- Giovanni Battista Doni
- Agostino Favoriti
- Porfirio Feliciano
- Paganino Gaudenzi
- Vincenzo Gramigna
- Angelo Grillo
- Giovanni Battista Guarini (Impresso)
- Pierre Hévin
- Lucas Holstenius
- Secondo Lancellotti
- Pietro Lasena
- Carlo Cesare Malvasia
- Paolo Mancini
- Prospero Mandosio
- Luigi Manzini
- Giambattista Marino
- Agostino Mascardi
- Gabriel Naudé
- Ettore Nini
- Pietro Sforza Pallavicino
- Girolamo Preti (Inquieto)
- Antonio Querenghi
- Gian Vittorio Rossi (Aridus)
- Margherita Sarrocchi
- Tommaso Stigliani
- Alessandro Tassoni (Bisquadro)
- Bartolomeo Tortoletti (Negletto)
- Nicola Villani (Aldeano)
- Vincent Voiture
- Paul Zacchias
- Gabriele Zinani